# Cereus hankeanus
Cereus hankeanus F.A.C.Weber, es una especie botánica de plantas en la familia de las Cactaceae. Actualmente es sinónimo de Cereus forbesii.

## Hábitat
Es endémica de Bolivia.

## Descripción
Es un cactus columnar de hasta 3.6 m de altura y 8 cm de diámetro con 4 o 5 costillas, aréolas  de 2.5 cm de separación , 1 central de 3 cm de largo y 4 radiales. Tiene las flores de color blanco rosado de hasta 12 cm de largo, con el exterior de los pétalos de color rosa.

## Taxonomía
Cereus hankeanus fue descrita por F.A.C.Weber ex K.Schum. y publicado en Gesamtbeschreibung der Kakteen 88. 1897.
Etimología
Cereus: nombre genérico que deriva del término latíno cereus = "cirio o vela" que alude a su forma alargada, perfectamente recta".
hankeanus: epíteto
Sinonimia
- Piptanthocereus hankeanus[5][6][7]